# Las Aldehuelas
Las Aldehuelas es un municipio y una localidad española de la provincia de Soria, en la comunidad autónoma de Castilla y León. El término municipal tiene una población de 60 habitantes (INE 2024).

## Geografía
Ubicada en la sierra del Alba, por la que discurre el río Cidacos. El núcleo urbano se halla dividido en dos barrios (Somero y Bajero), que distan uno del otro unos 700 m, situados en la escarpada ladera de las Travesas. Desde el punto de vista jerárquico de la Iglesia católica se integra en la diócesis de Osma-Soria, la cual -a su vez- es sufragánea de la archidiócesis de Burgos. Pertenece al partido judicial de Soria y a la comarca de las Tierras Altas.
En su término e incluidos en la Red Natura 2000 se encuentran el lugar de importancia comunitaria conocido como Oncala-Valtajeros ocupando 1674 hectáreas, el 44% de su término, y el lugar de importancia comunitaria conocido como riberas del Río Cidacos y afluentes, ocupando 24 hectáreas, el 1 % de su término.

## Historia
Lugar que durante la Edad Media formaba parte de la Comunidad de Villa y Tierra de Yanguas, en el censo de Floridablanca denominado Partido de Yanguas, señorío del marqués de Aguilar.
A la caída del Antiguo Régimen se constituyó el municipio constitucional conocido como Las Aldehuelas, Los Campos, Ledrado y Villaseca Somera en la región de Castilla la Vieja, partido de Ágreda que en el censo de 1842 contaba con 57 hogares y 210 vecinos. A mediados del siglo XIX, la aldea  de Las Aldehuelas tenía contabilizada una población de 66 habitantes. Aparece descrita en el primer volumen del Diccionario geográfico-estadístico-histórico de España y sus posesiones de Ultramar de Pascual Madoz de la siguiente manera:

ALDEHUELAS (las): ald. con ayunt. de la prov. y adm. de rent. de Sória (9 leg.), part. jud. de Agreda (4 1/2), aud. terr. y c. g. de Búrgos (18), dioc. de Calahorra (7): sit. en los confines de la sierra de Alba, donde la baten con libertad todos vientos, siendo su clima sano y frio aunque propenso á tercianas. Se compone de 23 casas de mediana construccion, escasas comodidades, y poca altura. Tiene una igl. parr., aneja á la de S. Pedro de Yanguas, cuyo cura cuida del servicio de ambas. Confina el térm. por N. con el de Villar del Rio, por E. y S. con el de Vizmanos, y por el O. con el de la Poveda. El r. Cidacos corre por él y le fertiliza, el cual naco en la referida Sierra de Alba, y reuniendo todos los que se forman en esta jurisd. pasa por Yanguas, Enciso, Arnedillo, Arnedo y Calahorra, donde se une con el Ebro: su terreno aunque no del mejor, es bastante bueno; se halla en cultivo una gran parte, y el resto da escelentes pastos que rinden mucha utilidad á los vec. Aunque de este puede roturarse algo, no conviene que se haga, pues los ganados serian menos por no poderse mantener, y disminuiria considerablemente la principal riqueza de los hab., que es la que constituyen estos. Prod.: trigo, cebada, centeno, avena, patatas, y legumbres: cria ganado lanar fino, y churro: pobl.. 21 vec.: 66 alm.: cap. imp. 26,444 rs. vn.
(Madoz, 1845, pp. 515-516)

A mediados del siglo XIX crece el término del municipio porque incorpora a Valloria.

## Demografía
Cuenta con una población de 60 habitantes (INE 2024).
| Gráfica de evolución demográfica de Las Aldehuelas entre 1842 y 2021 |
| |
| Población de derecho según los censos de población del INE Población de hecho según los censos de población del INEEn este censo se denominaba Las Aldehuelas, Los Campos, Adrado y Villaseca Somera: 1842 Entre el censo de 1857 y el anterior, crece el término del municipio porque incorpora a 425132 (Valloria) |

### Demografía reciente del núcleo principal
Las Aldehuelas (localidad) contaba a 1 de enero de 2010 con una población de 31 habitantes, 15 hombres y 16 mujeres.
| Gráfica de evolución demográfica de Las Aldehuelas (localidad) entre 2000 y 2010                 |
|                                                                                                  |
| Población de derecho (2000-2010) según los censos de población del INE a 1 de enero de cada año. |

### Población por núcleos
| Núcleos          | Habitantes (2000) | Habitantes (2010) |
| ---------------- | ----------------- | ----------------- |
| Las Aldehuelas   | 35                | 31                |
| Los Campos       | 36                | 28                |
| Ledrado          | 7                 | 7                 |
| Valloria         | 33                | 24                |
| Villaseca Somera | 9                 | 6                 |

## Patrimonio
- Zonas arqueológicas de Valloria I, Valloria II, Las Aldehuelas, La Revilleja, Salgar de Sillas y Los Campos III: Declaradas bienes de interés cultural el 5 de mayo de 2005.[13]